# 幽靈人間
《幽灵人间》是一部2001年上映的香港电影。由许鞍华导演，陈奕迅和舒淇领衔主演。

## 故事大纲
十五年前，一个满头大汗的大汉匆忙的在街上奔跑，大汉突然跌出电车路上，被一辆货车撞到身首异处。无头人竟霍然弹起，发足狂奔跑了好一段方才倒下。一个小女孩目瞪口呆的望着电车底，见该人头颅卡在电车底，双眼仍然睁大，脸部仍带着喜悦的笑容。十五年后，发型师Peter（陈奕迅饰）偶然遇上神秘而感性的June（舒淇饰），二人并迅即发生关系。Peter对这个古古怪怪，自称有单边阴阳眼，看得见鬼神的女孩子产生莫名好感，并企图认真发展二人关系。但奇怪的事却接二连三出现。首先是Peter在长洲和June目睹一只女鬼上了June的朋友身，然后是Peter的父亲卢杰（黃霑饰）于风雨夜突然从老人院偷走出来，告诉Peter其实他并不是老年痴呆，而是被鬼迷。继而在Peter相助一个小孩，替其母驱走缠身厉鬼之后，才发现原来该小孩已死。令对鬼神半信半疑的Peter一再和灵界接触，产生混乱。最令Peter疑惑的是其父突然自杀死后，老人院黄姑娘（李枫饰）告诉Peter在其父死前，June竟曾和卢杰相互对望良久而不发一言。Peter追问June原因，June却支吾以对。Peter企图跟踪June，竟发现June神神秘秘地走入元朗，和一个身穿道袍的人相会，并迅即被一群大汉殴伤，令Peter渐渐对所谓鬼神之事愈来愈讨厌。不料June此刻竟告诉Peter那只近一段时间经常出现的无头鬼，其实是冲着Peter而来。Peter益加觉得June胡言乱语，决意和June分开。直至某日醒来，Peter发现自己竟睡在西环电车路上，不时梦见父亲无头的Peter深知不妙。当发现十五年前西环无头人事件，June当天竟在场时，Peter隐隐觉得这一切必定和June又莫关联。就在Peter坚信一切事件其实和June有关时，突然离奇坠楼受伤的老友Simon（李灿森饰）却告诉Peter有问题的似乎是他自己，因为Peter竟然浑浑噩噩的把房子漆上红油，更把Simon推下街。Peter思绪混乱，决意找June弄个明白。原来无头鬼真的冲着Peter而来，因为当年是卢杰害死他的。无头鬼并不打算放过Peter，誓要置Peter于死地。到了最后紧张关头，一直对其童年失去了记忆的June终于记起当日所发生一切。其实卢杰并非有心杀人，只是被后面一个不小心的人推撞，才误把无头人推出马路，无头鬼得知这个荒谬的原因后，才心息消散[2] 。

## 演员
| 演員   | 角色/關係           |
| 陳奕迅 | Peter，盧旺財       |
| 舒淇   | June/王小琴         |
| 李燦森 | Simon，Peter的好友  |
| 黃霑   | 盧傑，Peter的父親   |
| 黃秋生 | 黃年/無頭鬼         |
| 谷祖琳 | 小鳳仙女孩          |
| 張達明 | 的士司機            |
| 惠英红 | 松仔媽媽            |
| 黎耀祥 | 盧旺達，Peter的大哥 |
| 丁主惠 | 盧旺達妻子          |
| 劉永   | 高佬曾              |
| 李蘢怡 | Carmen              |
| 邱萬城 | 阿球                |
| 李楓   | 黃姑娘              |

## 奖项
第21届香港電影金像獎
- 最佳摄影奖 -- 黄岳泰 (获得)
- 最佳导演提名 -- 许鞍华
- 最佳女配角提名 -- 惠英红
- 最佳音响效果提名 -- 杜笃之

第七届香港電影金紫荆獎
- 十大华语片 (获得)

第八届香港電影评论学会大獎
- 最佳导演 -- 许鞍华 (获得)
- 推荐电影 (获得)

## 幕后花絮
- 这是导演许鞍华自《疯劫》及《撞到正》后，再次取材灵异所拍摄的电影作品。[1]
- 这是编剧邝文伟繼90年代编写的《七月十四》鬼片系列后，再次参与的灵异电影作品。
- 本电影主题曲 怀念着你 演唱：谷祖琳[2]

## 軼事
根據《中時晚報》報道，2001年4月香港地鐵公司曾要求片商刪除電影內有關地鐵之情節，以免造成民眾搭乘時的心理恐慌，同時拒絕在地鐵範圍刊登有關電影廣告。